# Hubert Mordek
Hubert Klaus Wolfgang Mordek (* 8. Mai 1939 in Namslau, Oberschlesien; † 17. März 2006 in Langensteinbach, Gemeinde Karlsbad) war ein deutscher Historiker.

## Leben und Wirken
Hubert Mordek wurde als Sohn des Regierungssekretärs Alfons Mordek und dessen Frau Maria, geborene Kulessa, in Namslau (heute: Namysłów, Polen) geboren. Sein Vater fiel im Zweiten Weltkrieg an der Ostfront. Die Familie flüchtete gegen Ende des Krieges nach Naila (Oberfranken), wo Mordek bis 1951 die Volksschule besuchte. Von 1951 bis 1956 besuchte er die Oberrealschule in Hof und anschließend das Gymnasium in Plön, wo er Anfang 1960 das Abitur ablegte.
Vom Sommersemester 1960 an studierte Mordek Geschichte, Latein und Philosophie an den Universitäten Kiel, Würzburg und Tübingen. Von 1966 bis 1968 setzte er sein Studium in Rom und Paris fort. Zu seinen wichtigsten akademischen Lehrern gehörten Karl Dietrich Erdmann und Horst Fuhrmann. Im Mai 1969 wurde er bei Fuhrmann in Tübingen mit einer Arbeit über Die Rechtssammlungen der Handschrift von Bonneval promoviert (Zweitgutachter der Dissertation war Heinz Löwe). Anfang der 1970er Jahre war Mordek Mitarbeiter am Deutschen Historischen Institut in Rom. 1975 erfolgte seine Habilitation mit der Arbeit Kirchenrecht und Reform in Frankenreich. Die Collectio Vetus Gallica, die älteste systematische Kanonessammlung des Fränkischen Gallien. Studien und Edition. Von 1978 bis zu seiner Emeritierung lehrte Mordek als Professor für Mittelalterliche Geschichte an der Universität Freiburg. Zu seinen akademischen Schülern gehörten unter anderem Thomas Martin Buck, Robert Kretzschmar, Thomas Vogel und Klaus Zechiel-Eckes.
Seine Hauptarbeitsschwerpunkte waren die Kirchen- und Rechtsgeschichte des Mittelalters, das Kirchenrecht, die Edition der karolingischen Herrschererlasse und die Kapitularien. Mordek galt als einer der besten Kenner der Kapitularien, deren Erforschung auf seinen herausragenden Kenntnissen der handschriftlichen Überlieferung beruhte. Er definierte sie als „königliche, das heißt von den fränkischen Herrschern ausgehende, meist in Kapitel gegliederte Satzungen und Verlautbarungen gesetzgeberischen, administrativen, auch religiös-belehrenden Charakters, bei deren Abfassung bzw. Erlaß oft die Großen des Reichs mitwirkten“. Mordeks Definition fand Aufnahme in die gängigen Handbücher. Er veröffentlichte 1995 ein Verzeichnis der Kapitularienhandschriften. Darin stellte er 800 (auch vernichtete und verschollene) Handschriften vor. Damit legte er ein „zentrales Werk für die Erforschung karolingischer Handschriften“ vor. Seine editorischen Arbeiten und Forschungen werden im Rahmen der Professor Hubert Mordek Stiftung fortgesetzt, zunächst mit der Edition der Admonitio generalis.

## Schriften (Auswahl)
Monografien:
- Kirchenrecht und Reform im Frankenreich. Die Rechtssammlungen der Handschrift von Bonneval – ein Werk der karolingischen Reform. Sonderdruck aus: Deutsches Archiv für Erforschung des Mittelalters 24, 1969, S. 339–434 (Zugl.: Tübingen, Univ., Diss., 1969).
- Kirchenrecht und Reform im Frankenreich. Die Collectio Vetus Gallica, die älteste systematische Kirchenrechtssammlung des Fränkischen Gallien (Studien und Edition) (= Beiträge zur Geschichte und Quellenkunde des Mittelalters. Bd. 1). De Gruyter, Berlin 1975, ISBN 3-11-001826-8 (Zugl.: Tübingen, Univ., Habil.-Schr., 1975).
- Bibliotheca capitularium regum Francorum manuscripta. Überlieferung und Traditionszusammenhang der fränkischen Herrschererlasse (= Monumenta Germaniae historica. Hilfsmittel. Bd. 15). Monumenta Germaniae Historica, München 1995, ISBN 3-88612-115-1.
- Studien zur fränkischen Herrschergesetzgebung. Aufsätze über Kapitularien und Kapitulariensammlungen ausgewählt zum 60. Geburtstag. Lang, Frankfurt am Main u. a. 2000, ISBN 3-631-37660-X.

Herausgeberschaften:
- Aus Kirche und Reich. Studien zu Theologie, Politik und Recht im Mittelalter. Festschrift für Friedrich Kempf zu seinem 75. Geburtstag und 50jährigen Doktorjubiläum. Thorbecke, Sigmaringen 1983, ISBN 3-7995-7021-7.
- Überlieferung und Geltung normativer Texte des frühen und hohen Mittelalters. Vier Vorträge, gehalten auf dem 35. Deutschen Historikertag 1984 in Berlin. Thorbecke, Sigmaringen 1986, ISBN 3-7995-6054-8.
- Papsttum, Kirche und Recht im Mittelalter. Festschrift für Horst Fuhrmann zum 65. Geburtstag. Niemeyer, Tübingen 1991, ISBN 3-484-80142-5.
- Aus Archiven und Bibliotheken. Festschrift für Raymund Kottje zum 65. Geburtstag (= Freiburger Beiträge zur mittelalterlichen Geschichte. Bd. 3). Lang, Frankfurt am Main 1992, ISBN 3-631-44363-3.
- mit Klaus Zechiel-Eckes, Michael Glatthaar: Die Admonitio generalis Karls des Großen (= Fontes iuris Germanici antiqui in usum scholarum separatim editi. Bd. 16). Hahn, Hannover 2012, ISBN 978-3-7752-2201-3.